# Vicki Bècho
Vicki Bèchoⓘ (ur. 3 października 2003 w Montreuil) – francuska piłkarka, grająca na pozycji napastniczki w klubie Olympique Lyon oraz w reprezentacji Francji. Uczestniczka Igrzysk Olimpijskich 2024 w Paryżu, oraz Mistrzostw Świata 2023.

## Statystyki

### Klubowe
Na podstawie:
| Klub                | Sezonów | Liga                | Liga  | Liga   | Puchar krajowy | Puchar krajowy | Kontynentalne | Kontynentalne | Suma  | Suma   |
| Klub                | Sezonów | Liga                | Mecze | Bramki | Mecze          | Bramki         | Mecze         | Bramki        | Mecze | Bramki |
| ------------------- | ------- | ------------------- | ----- | ------ | -------------- | -------------- | ------------- | ------------- | ----- | ------ |
| Paris Saint-Germain | 1       | Division 1 Féminine | 0     | 0      | 0              | 0              | –             | –             | 0     | 0      |
| Olympique Lyon      | 2       | Division 1 Féminine | 3     | 0      | 0              | 0              | 2             | 0             | 5     | 0      |
| Stade de Reims      | 1       | Division 1 Féminine | 13    | 1      | 2              | 1              | –             | –             | 15    | 2      |
| Olympique Lyon      | 3       | Division 1 Féminine | 48    | 8      | 7              | 3              | 16            | 1             | 71    | 12     |
|                     | Łącznie | Łącznie             | 64    | 9      | 9              | 4              | 18            | 1             | 91    | 14     |

### Reprezentacyjne
Na podstawie:
| Mecze i gole w reprezentacji podczas Mistrzostw Świata 2023 | Mecze i gole w reprezentacji podczas Mistrzostw Świata 2023 | Mecze i gole w reprezentacji podczas Mistrzostw Świata 2023 | Mecze i gole w reprezentacji podczas Mistrzostw Świata 2023 | Mecze i gole w reprezentacji podczas Mistrzostw Świata 2023 | Mecze i gole w reprezentacji podczas Mistrzostw Świata 2023 | Mecze i gole w reprezentacji podczas Mistrzostw Świata 2023 | Mecze i gole w reprezentacji podczas Mistrzostw Świata 2023 |
| Lp.                                                         | Data                                                        | Miasto                                                      | Przeciwnik                                                  | Wynik                                                       | Gole                                                        | Inne                                                        | Faza rozgrywek                                              |
| ----------------------------------------------------------- | ----------------------------------------------------------- | ----------------------------------------------------------- | ----------------------------------------------------------- | ----------------------------------------------------------- | ----------------------------------------------------------- | ----------------------------------------------------------- | ----------------------------------------------------------- |
| 1.                                                          | 23.07.2023                                                  | Sydney                                                      | Jamajka                                                     | 0:0 (0:0)                                                   |                                                             |                                                             | Faza grupowa                                                |
| 2.                                                          | 29.07.2023                                                  | Brisbane                                                    | Brazylia                                                    | 2:1 (1:0)                                                   |                                                             |                                                             | Faza grupowa                                                |
| 3.                                                          | 02.08.2023                                                  | Sydney                                                      | Panama                                                      | 6:3 (4:1)                                                   | 90+10'                                                      |                                                             | Faza grupowa                                                |
| 4.                                                          | 08.08.2023                                                  | Adelaide                                                    | Maroko                                                      | 4:0 (3:0)                                                   |                                                             | asysta                                                      | 1/8 finału                                                  |
| 5.                                                          | 12.08.2023                                                  | Brisbane                                                    | Australia                                                   | 0:0 (k.6:7)                                                 |                                                             |                                                             | Ćwierćfinał                                                 |

## Sukcesy
Na podstawie:

### Klubowe
- Liga Mistrzyń UEFA 2019/20
- Mistrzyni Francji 2022/23, 2023/24
- Puchar Francji 2019/20, 2022/23
- Superpuchar Francji 2023, 2024

### Reprezentacyjne
- Mistrzyni Europy U-19 2019